# Campeonato Mundial de Esgrima de 1927
El VI Campeonato Mundial de Esgrima se celebró en Vichy (Francia) en 1927 bajo la organización de la Federación Internacional de Esgrima (FIE) y la Federación Francesa de Esgrima.

## Medallistas

### Masculino
| Evento             | Oro                     | Plata                      | Bronce                            |
| ------------------ | ----------------------- | -------------------------- | --------------------------------- |
| Florete individual | Oreste Puliti Italia    | Philippe Cattiau Francia   | Gioacchino Guaragna Italia        |
| Espada individual  | Georges Buchard Francia | Fernand Jourdant Francia   | Balthazar De Beuckelaer · Bélgica |
| Sable individual   | Sándor Gombos Hungría   | Ödön Tersztyánszky Hungría | Gyula Glykais Hungría             |

## Medallero
| Núm. | País    | Oro | Plata | Bronce | Total |
| ---- | ------- | --- | ----- | ------ | ----- |
| 1    | Francia | 1   | 2     | 0      | 3     |
| 2    | Hungría | 1   | 1     | 1      | 3     |
| 3    | Italia  | 1   | 0     | 1      | 2     |
| 4    | Bélgica | 0   | 0     | 1      | 1     |
|      | TOTAL   | 3   | 3     | 3      | 9     |